# Roger Payne
Roger Searle Payne (* 29. Januar 1935 in New York City; † 10. Juni 2023 in South Woodstock, Vermont) war ein US-amerikanischer Zoologe, Bioakustiker, Walforscher und Aktivist für die Erhaltung der Wale.

## Leben
Payne studierte an der Harvard University mit einem Bachelor-Abschluss und wurde an der Cornell University in Zoologie promoviert. Er war Assistant Professor für Biologie an der Rockefeller University und am Institute for Research in Animal Behaviour von Rockefeller University und New York Zoological Society. Anfangs befasste er sich unter Donald Griffin mit der Echoortung von Fledermäusen (und wie Motten diese erkennen und darauf reagieren) und der akustischen Orientierung von Eulen.
Payne war bekannt für die LP Songs of the Humpback Whale mit Gesängen männlicher Buckelwale in der Paarungszeit, die zuerst 1970 erschien, sehr erfolgreich war und einen großen Einfluss auf den Walschutz hatte. Er erforschte die Gesänge der Buckelwale zuerst 1967 mit Scott McVay und war darin ein Pionier. Er entdeckte, dass die männlichen Buckelwale in der Brunftzeit gemeinsam singen in für die Saison typischen sich wiederholenden Strophen, wobei ein Gesang bis eine halbe Stunde dauert. Payne war auch der Erste, der vorschlug, dass Blauwale und Finnwale über ganze Ozeane mit ihren Lauten kommunizieren können. Er unternahm zahlreiche Expeditionen zur Walbeobachtung in aller Welt, entwickelte auch von anderen Forschern genutzte Methoden zu ihrer Beobachtung und verfolgte Langzeitprogramme zur Beobachtung von Walen, speziell Walgesängen von Buckelwalen und die langfristige Beobachtung von 1300 argentinischen Glattwalen. Er war Autor von Filmen und Büchern über Wale, unter anderem den IMAX-Film Whales. Zwei seiner Filme erhielten Emmy-Nominierungen.
1971 gründete Payne die Gruppe Ocean Alliance in Lincoln (Massachusetts) zum Schutz der Wale und zur Walforschung. Er unterstützt die Sea Shepherd Conservation Society.
1984 erhielt Roger Payne einen MacArthur Award. 2010 wurde er Ehrenmitglied der Society of Marine Mammology. Er war Ritter des niederländischen Ordens der Goldenen Arche, erhielt die mit 120.000 Dollar dotierte Lyndhurst Prize Fellowship, die Albert Schweitzer Medal des Animal Welfare Institute, die Joseph Wood Krutch Medal der Human Society of America und einen Global 500 Award der UN.
Neben Songs of the Humpback Whales veröffentlichte er zwei Platten mit Walgesängen oder basierend auf Walgesängen: Deep Voices (1975) mit dem Musiker Paul Winter und Whales Alive (1989), wo Musiker die Wal-Kompositionen interpretieren. Er produzierte auch eine CD mit Walgesängen für einen seiner National-Geographic-Artikel, die eine Auflage von 10,5 Millionen hatte.
Er war zweimal verheiratet: Aus der ersten Ehe (1960 bis 1985) mit der Biologin Katharine Boynton (spezialisiert auf Kommunikation von Elefanten, sie arbeitete aber auch mit Roger Payne über Walgesänge) hatte er vier Kinder, in zweiter Ehe ab 1990 mit der neuseeländischen Schauspielerin Lisa Harrow.

## Veröffentlichungen (Auswahl)
- Roger W. Payne, Scott McVay: Songs of Humpback Whales. In: Science. Band 173, Nr. 3997, 1971, S. 585–597, doi:10.1126/science.173.3997.585, PMID 17833100.
- Herausgeber und Mitautor: Communication and Behaviour of Whales. Westview Press, Boulder 1983.
- Among Whales. Scribner 1995.
- Katharine B. Payne, Roger W. Payne: Large Scale Changes over 19 Years in Songs of Humpback Whales in Bermuda. In: Zeitschrift für Tierpsychologie. Band 68, Nr. 2, 2010, S. 89–114, doi:10.1111/j.1439-0310.1985.tb00118.x.